# Lūcija Garūta
Lūcija Garūta (Riga, Orosz Birodalom, 1902. május 14. – Riga, Lett SZSzK, Szovjetunió, 1977. február 15.) lett zongoraművész, költő, zeneszerző. Legismertebb műve az 1943-ban írt Dievs, Tava zeme deg! című kantáta.

## Életpályája
Rigában született egy könyvelő családjában. 1919 és 1925 között a Lett Konzervatóriumban zongorát tanult Jāzeps Vītols, Jānis Mediņš, Jēkabs Mediņš és Jēkabs Kārkliņš irányításával. Tanulmányai idején a Lett Nemzeti Opera zongorakorrepetitora volt.
Miután diplomát szerzett, 1925–1926-ban a Rigai Rádiónál dolgozott. 1926-ban zeneelmélet- és zongoratanári állást vállalt a Jāzeps Mediņš Zeneiskolában. Ugyanakkor folytatta tanulmányait Alfred Cortot, Isidor Philipp és Paul Le Flem keze alatt, és 1928-ban zeneszerzést tanult Paul Dukasnál Párizsban, az École Normale de Musique-ban. 1926-ban debütált Párizsban, utána zeneszerzéssel foglalkozott, és Milda Brehmane-Štengele, Ādolfs Kaktiņš és Mariss Vētra énekesekkel, valamint Rūdolfs Miķelsons hegedűssel és Atis Teihmanis csellistával adott koncerteket. 1939-ben a lett zene előmozdítására alakult egyesület igazgatója lett.  Az 1920-as és 1930-as években Lūcija Garūta volt az egyik legaktívabb zongoraművész, mind szólistaként, mind kísérőként. Az ország egész területén koncertezett, és több mint száz kamarazenésszel működött együtt.
1940-ben, röviddel Lettország szovjet megszállása előtt, Garūta a Lett Konzervatórium zeneszerzés. és zeneelmélet tanára lett, ahol 1960-ban professzorrá nevezték ki. Az előadói pályafutását az 1940-es végén betegsége miatt be kellett fejeznie, de tovább tanított.
1977-ben hunyt el, sírhelye a rigai Erdei temetőben van. 2002 óta Lettországban kétévente megszervezik a fiatal zongoristák nemzetközi versenyét, amelyet róla neveztek el.

## Isten, ég az országod!
Garūta 1943-ban írt Dievs, Tava zeme deg! (Isten, ég az országod!) című kantátája a lett kulturális kánon része, és minden idők egyik legfontosabb lett zeneművének tartják. Szövegét Andrejs Eglītis írta egy "Lett imádság Istenhez" témájú pályázatra.
A zene a második világháború idején, Lettország német megszállása alatt készült. A bemutatót 1944. március 15-én tartották a rigai régi Szent Gertrúd-templomban. A bemutató hangfelvételén állítólag hallatszik a rigai székesegyház melletti csata zaja. A bemutatón a kórust Teodors Reiters vezényelte, a zeneszerző orgonán játszott. A szovjet uralom visszatérése előtt a zeneművet több mint tízszer előadták a Szent Gertrúd-templomban és a liepājai Szent Anna-templomban.
A szovjet uralom alatt a kantátát betiltották, és felvételeit meg kellett semmisíteni. Ennek ellenére 1980-ban Longins Apkalns lett emigráns zeneszerzőnek sikerült restaurálnia az eredeti 1944-es felvételt felhasználva a Deutschlandfunk archívumát, így a kantátát 1982. május 8-án előadták Stockholmban, és ismertté vált a lett emigráns diaszpóra körében.
Az éneklő forradalom során a darabot rehabilitálták, és 1990-ben, 46 év szünet után ismét előadták Lettországban a 20. Lett Zene- és Táncfesztivál zárókoncertjén, több mint tízezer énekessel.

## Főbb művei
- Dievs, tava zeme deg! (1943) Szólistákra, kórusra és orgonára
- fisz-moll zongoraverseny (1952)
- cisz-moll zongoraprelűd
- E-dúr zongoraprelűd
- Andante Tranquillo zongoratrióra

## Fordítás
- Ez a szócikk részben vagy egészben  a   Lūcija Garūta című angol Wikipédia-szócikk ezen változatának fordításán alapul.  Az eredeti cikk szerkesztőit annak laptörténete sorolja fel. Ez a jelzés csupán a megfogalmazás eredetét és a szerzői jogokat jelzi, nem szolgál a cikkben szereplő információk forrásmegjelöléseként.